# Història del Club Joventut Badalona

## Fundació i primers anys
El Club Joventut Badalona va ser fundat el 30 de març de l'any 1930 per un grup de joves badalonins: Màrius Cuixart, Xavier Estruch, Joaquim Massot, Miquel Lloret, Joan M. Boada, Adrià Corominas, Antoni González i Marc Grífol. En aquell moment el club s'anomenava "Penya Spirit of Badalona", en homenatge a l'Spirit of Saint Louis, el primer avió que creuà l'oceà Atlàntic en un vol en solitari i sense escales. Inicialment es tractava d'una agrupació de joves que dedicaven les seves hores lliures a anar amb bicicleta, jugar a tennis taula, a futbol i a altres esports de l'època. Amb el temps, la pràctica del bàsquet es va convertir en l'activitat principal del club. L'equipació verd-i-negra de l'equip deu els seus colors a la circumstància que quan l'equip de futbol va començar a disputar partits i van encarregar a un dels membres de la Penya anar a comprar la roba a "La Samaritana", una botiga de Barcelona, només va trobar equipacions amb franges verticals verdes i negres.
El primer partit es jugà contra la Penya Ni Cinc, formada per un combinat de membres de la Unió Gimnàstica i l'Ateneu, i es va guanyar per 5 a 3. La primera alineació de la Penya va ser: Estruch, Capmany, Janer, Massot, Lloret i Parés. Aquell mateix any, es va organitzar el primer campionat de Badalona de debutants, en el qual va participar la Penya Spirit of Badalona, amb Miquel Lloret de capità, Joaquim Massot, Francesc Parés, Eusebi Gener, Antoni Campmany, Xavier Estruch i Ramón Llucià.
L'any 1932 el club va adoptar el nom de "Centre Esportiu Badaloní". Després de la Guerra Civil espanyola es va haver d'adoptar el nom en castellà de "Club Juventud de Badalona", que fonèticament es pronunciava gairebé igual que en català, i que, un cop catalanitzat, va acabar esdevenint el nom definitiu del club. Els nous estatuts de club, adaptats a la nova realitat espanyola durant el franquisme, no van ser acceptats fins al 1943, sent la seva junta rebutjada en diverses ocasions degut a "informes negatius" per idees catalanistes i per mostrar gran indiferència per la Causa.
Sota la denominació "Centre Esportiu Badaloní" es va participar en el tercer campionat organitzat per l'Agrupació de Basketball de Catalunya, que es va celebrar a partir del 20 de gener de 1935 en l'àmbit urbà de Barcelona i rodalia. En el quart campionat, que s'inicià en el mes d'octubre del mateix any, el CE Badaloní va guanyar el Campionat de Segons, una novetat enguany. La competició es va veure truncada amb l'arribada de la Guerra Civil.
La primera competició que va disputar després de la Guerra va ser el Campionat de Catalunya, a la segona categoria, en la temporada 1939-40. Va finalitzar en tercera posició empatat a punts amb la UE Montgat que va ser quarta al perdre amb la Penya el partit de desempat per 39 a 31.

## Anys 40
A començaments de la temporada 1940-41 el Joventut va estar a punt de ser absorbit pel CF Badalona per a convertir-se se una secció de bàsquet del club de futbol, però els socis de l'entitat van poder frenar l'operació a temps. Aquella mateixa temporada, la Penya es va proclamar campiona de la seva categoria del Campionat de Catalunya i va assolir l'ascens a la màxima categoria del basquetbol aleshores.
En el mes de gener de l'any 1945, Salvador Riera, ceramista, jugador del club i prestigiós dibuixant, va rebre l'encàrrec de dissenyar l'ensenya del club. Dels diferentes projectes que va presentar va ser escollit l'escut que encara avui dia identifica el club.
Durant els anys 40 la Penya es va consolidar com un dels millors equips de Catalunya. Es va classificar per disputar les seves primeres Copes del Generalíssim, i també competia en altres competicions de prestigi com la Copa General Orgaz o la Copa Hernán, les quals va guanyar diverses vegades durant la dècada. A la temporada 1947-48, en la final celebrada a Burgos, es va alçar per primera vegada amb el títol del Campionat d'Espanya davant el Reial Madrid CF, havent eliminat el FC Barcelona, rebent el qualificatiu d'Huracà verd per diversos mitjans de l'època. Un any després es va proclamar campió per primera vegada del Campionat de Catalunya, per davant a la classificació del FC Barcelona.
En aquelles dates tots els clubs que participaven en la primera categoria del Campionat de Catalunya estaven obligats a inscriure un segon equip, o conjunt reserva, que compartia calendari amb el primer equip. A principis de la dècada, la gran quantitat de jugadors del club va propiciar la creació d'un tercer equip que, la temporada 1943-44 es va inscriure en la tercera categoria amb el nom de "Club Baloncesto Bétulo". En la temporada 47-48 assoleix l'ascens a la segona categoria, sent aquesta la seva darrera participació per l'augment de les despeses que suposava competir en una categoria superior.
El 3 de juliol de 1948 s'inaugurava una nova seu de joc a La Plana, disputant un partit davant el Racing Club Toulouse, amb victòria pels verd-i-negres per 46 a 36. Els terrenys, que van ser cedits per Antoni Viñallonga, es van aconseguir a canvi del solar del carrer Latrilla on jugava el Joventut fins llavors. Aquest partit va ser, a més, el primer partit de la Penya contra un equip de fora del territori espanyol.

## Anys 50 i 60
A la dècada dels 50 el Joventut ja era un dels millors conjunts nacionals. Va guanyar el campionat d'Espanya en dues ocasions (53 i 55), i en quatre el Campionat de Catalunya (51, 52, 53 i 54). També es va proclamar vencedor de diverses edicions de la Copa Orgaz i la Copa Hernán. Aquestes dues darreres aviat van desaparèixer, i es va crear el Trofeu Samaranch, en honor de Joan Antoni Samaranch i Torelló. Es dona la circumstància que el primer i l'últim guanyador d'aquest trofeu va ser el Joventut, qui va vèncer en 10 de les 14 edicions que es van celebrar.
El 21 de setembre de 1951 s'inaugurava el nou camp de joc de la Plana, després de les obres de pavimentació i amb noves grades i llotges, gràcies una vegada més a l'Antoni Viñallonga. La inauguració es va celebrar amb la disputa d'un partit entre el Joventut i la Selecció Catalana.
El 1952, el Joventut va ser convidat a participar en el seu primer torneig internacional, a San Remo, a la Riviera italiana, i dos anys més tard se'n va rebre una altra per al Torneig d'Antibes, a la Costa Blava.
La temporada 1956-57 desapareixia el Campionat de Catalunya, creant-se la Lliga espanyola de bàsquet, una competició que el Joventut disputà des de la primera edició, i el Campionat d'Espanya passava a dir-se Copa del Generalísimo. El Joventut va guanyar la seva quarta copa el 1958, una vegada més davant el Real Madrid CF.
La temporada 1961-62 va arribar al Joventut el primer jugador forà de la història de l'entitat: el porto-riqueny Jorge Cuello. Cuello provenia del FC Barcelona, juntament amb els germans Martínez (Alfonso i José Luis), que van arribar a Badalona després que el president del Barça Enric Llaudet decidí de dissoldre la secció de bàsquet.
El 29 d'abril de 1962 es va inaugurar el cobriment del pavelló de La Plana. Després d'un seguit de temporades sense aconseguir títols, Eduard Kucharski passà a ser l'entrenador. També es va fitxar Francesc Buscató i es va formar un bon equip, on també hi havia Josep Lluís Cortés i Enric Margall. La temporada 1966-67, coincidint amb l'inici de la segona etapa d'Alfonso Martínez al club, l'equip es va alçar per primer cop amb el títol de campió de lliga. Aquella temporada la Penya també va debutar en competició europea, disputant la Recopa d'Europa, en la qual va arribar fins a la 3a ronda. El primer partit de la Penya en una competició internacional oficial va ser el 8 de desembre de 1966.
La següent temporada, gràcies al títol de lliga, va ser la primera en la qual el Joventut disputaria la Copa d'Europa, arribant a la lligueta de quarts de final. Va arribar al primer equip un altre jugador que seria important: Lluís Miquel Santillana. A la temporada 68-69 la Penya aconseguia la seva 5a copa, davant el Real Madrid CF novament, i una nova classificació per disputar la Recopa. Kucharski es va retirar i Josep Lluís Cortés passà a ser entrenador.

## Anys 70
Amb Josep Lluís Cortés d'entrenador, a la temporada 70-71 el Joventut va arribar a la final de lliga i de copa, i a semifinals de la Recopa. A la temporada següent, en què va marxar Alfonso Martínez, va quedar 3r a la lliga, arribant a la final de copa i a les semifinals de la recopa.
L'any 1972 s'estrenava el Pavelló d'Ausiàs March, amb capacitat per a 5.000 espectadors. La Penya seguia lluitant pels títols: segon a la lliga, semifinals de copa i de recopa. A la 73-74 va arribar al primer equip el petit dels Margall, Josep Maria Margall i l'equip va quedar 3r a la lliga, va arribar a la final de copa i va disputar per primera vegada la Copa Korac, de nova creació. A la següent temporada van marxar Francesc Buscató i Enric Margall i es va repetir la 3a posició a la lliga.
A la temporada 75-76 el Joventut va acabar 3r a la lliga, va guanyar la Copa davant el Real Madrid CF, i va caure a semifinals de la Korac. A la 76-77 una nova 3a plaça i semifinals de copa i recopa. A la temporada 77-78 arribà Zoran Slavnić ”Moka”. La Penya va guanyar 49 partits seguits i va guanyar el títol de lliga espanyola per segona vegada a la història. A la copa i a la Korac va quedar eliminada a les semifinals. A la temporada següent el Joventut va acabar en 3a posició a la Lliga. A la 79-80, marxà Slavnic. Es va repetir la 3a posició a la lliga i s'arribaria a semifinals de copa.

## Anys 80
A la temporada 80-81 el Joventut va guanyar el seu primer títol europeu, la Copa Korac, gràcies a una cistella de Joe Galvin que va valer una pròrroga, i que duria a la victòria davant el Carrera de Venècia. L'any 1982 el club travessava una crisi esportiva, econòmica i social. Va arribar Lluís Conesa a la presidència i es va apostar per jugadors joves: Jordi Villacampa i José Montero. Aquella temporada es va acabar en 7a posició a la lliga i a la Korac va caure a quarts de final. A la temporada 83-84 es va crear la Lliga ACB de bàsquet, que substituiria a la lliga espanyola de bàsquet. El Joventut començava un nou projecte esportiu amb Aíto García Reneses d'entrenador, i arribava al primer equip un altre jove del planter: Rafa Jofresa. La Penya va acabar la lliga en 3a posició.
A la temporada 84-85 la Penya es va consagrar com a aspirant al títol, tot i que va quedar subcampiona de lliga i copa. Una temporada més tard, Aíto García Reneses va marxar al FC Barcelona, i Miquel Nolis va passar a ser l'entrenador. Es va fer 3a posició a la lliga i es va arribar a semifinals a la Recopa. A la 86-87 Miquel Nolis va passar el relleu a la banqueta al jove Alfred Julbe. El Joventut va guanyar la Copa Príncep d'Astúries i va arribar a la final de la Lliga, on va caure davant el Barça.
A la temporada 87-88 va arribar a l'equip un altre jove del planter: Juanan Morales. La Penya va arribar a la final de la Recopa d'Europa però va perdre davant el Llemotges francès. A la lliga es va caure a semifinals. Una temporada més tard pujava al primer equip Tomàs Jofresa. Es va guanyar la Copa Príncep d'Astúries novament i a la lliga es va caure a semifinals davant el Real Madrid CF, que comptava amb Drazen Petrovic.
Alfred Julbe deixà l'equip i a la temporada 89-90 va arribar el nord-americà Herb Brown, que no acabaria la temporada i seria substituït per Pedro Martínez. La Penya va quedar subcampiona de copa, subcampiona a la lliga i a la final de la Copa Korac es va imposar al Scavolini de Pesaro, amb un gran partit de Montero i Villacampa, i va aixecar el 2n títol europeu de la seva història. Josep Maria Margall es va retirar i el club va retirar la samarreta verd-i-negra amb el número 7.

## El nou pavelló i l'Eurolliga (1990-94)
Després de l'èxit de la Korac, a la temporada 90-91 va arribar l'entrenador Lolo Sainz i els jugadors nord-americans Corny Thompson i Harold Pressley. Aquestes incorporacions, juntament amb la base de jugadors de la casa, van formar un equip que va guanyar la primera Lliga ACB del club, contra el FC Barcelona. A la Lliga Europea es va arribar a la final d'Istanbul, on l'equip va caure davant el KK Partizan Belgrad per un triple de Aleksandar Djordjevic a l'últim segon.
L'any 1991 s'inaugurava el Pavelló Olímpic de Badalona, que seria la seu del Campionat de bàsquet dels Jocs Olímpics de Barcelona de 1992. Gràcies al nou pavelló el Joventut va assolir la xifra de 12.000 socis. Es va donar continuïtat a l'equip de la temporada passada i es va guanyar la segona Lliga ACB, aquesta vegada davant el Real Madrid CF. A la temporada 1992-93 la Penya va quedar subcampiona de lliga i copa.
A la temporada 1993-94 es va assolir l'èxit més gran de la història del club i del bàsquet català. Després de caure a les semifinals de la lliga, l'equip entrenat per Zeljko Obradovic, i format per: Villacampa, Rafael i Tomàs Jofresa, Corny Thompson, Ferran Martínez, Juanan Morales, Mike Smith, Jofre Lleal, Dani Pérez, Alfons Albert, Dani García i Iván Corrales, va arribar a la Final Four de l'Eurolliga a Tel-Aviv i va derrotar l'Olympiakos BC del Pireu a la final, alçant-se amb el títol de Campions de l'Eurolliga. La Penya es va convertir en el primer club català en aconseguir-ho.
També aquella mateixa temporada, concretament el 15 d'octubre de 1993, el Joventut es va convertir en el primer club en disputar 1.000 partits a la Lliga espanyola, cinc partits més que el segon d'aquesta llista, el Reial Madrid, i 35 més que el segon, l'Estudiantes.

## Primera crisi econòmica (1994-2003)
Després de l'èxit a l'Eurolliga el club va entrar en una crisi econòmica. Es va vendre el Pavelló d'Ausiàs March a l'Ajuntament de Badalona, salvant-lo de la desaparició. Es va desfer l'equip que havia guanyat els títols i les dues temporades següents van ser esportivament parlant molt discretes. El 1996 va entrar Genís Llamas a la presidència i es va fitxar Alfred Julbe com a entrenador i una tripleta de bons americans: Turner, Toolson i Beard. Es va guanyar la Copa del Rei l'any 1997 i es va arribar a les semifinals de la lliga.
A la temporada 1997-98 es va produir la retirada de Jordi Villacampa i la seva samarreta amb el número 8. L'equip va arribar a la final de la Copa però va perdre davant el Pamesa de València, i a la lliga va caure a quarts de final. Les 4 temporades següents van ser esportivament molt dolentes. La Penya no es classificaria entre els 8 primers i no disputaria els play-offs pel títol. Durant aquests anys van sortir del planter dos jugadors de molt talent: Raül López, que més tard seria el primer jugador sortit del planter verd-i-negre en jugar a l'NBA, i Àlex Mumbrú. La temporada 2001-02 seria l'última d'aquesta època en què l'equip no es va classificar pels play-offs, però seria el primer amb el patrocini de DKV assegurances, que acompanyaria durant 10 anys el nom del club. A la temporada 2002-03 l'equip va aconseguir la classificació pels Play-offs pel títol, després de 4 temporades sense fer-ho.

## L'era Aíto-Rudy (2003-08)
A la temporada 2003-04 Aíto García Reneses torna a ser l'entrenador del Joventut, i el jove escorta del planter Rudy Fernández puja al primer equip. Seria la primera temporada de les cinc en què Aíto va ser a la banqueta i Rudy a l'equip. La Penya es classificà per la copa del rei i contra tot pronòstic arribaria a la final, on va perdre davant el Tau de Vitòria. Als play-offs l'equip va caure a quarts de final.
A la temporada 2005-06 arribarien a l'equip Elmer Bennett i Lubos Barton, entre d'altres, i l'equip completaria una molt bona temporada en la que es va guanyar la FIBA Eurocup en la final a quatre a Kíev davant el BC Khimki, i en que Rudy seria designat MVP. A la lliga va acabar en la 4a posició, i als play-offs es va caure a semifinals. Aquesta va ser també la temporada de debut de Ricky Rubio amb el primer equip, amb només 14 anys.

## Nova crisi econòmica (2008-actualitat)

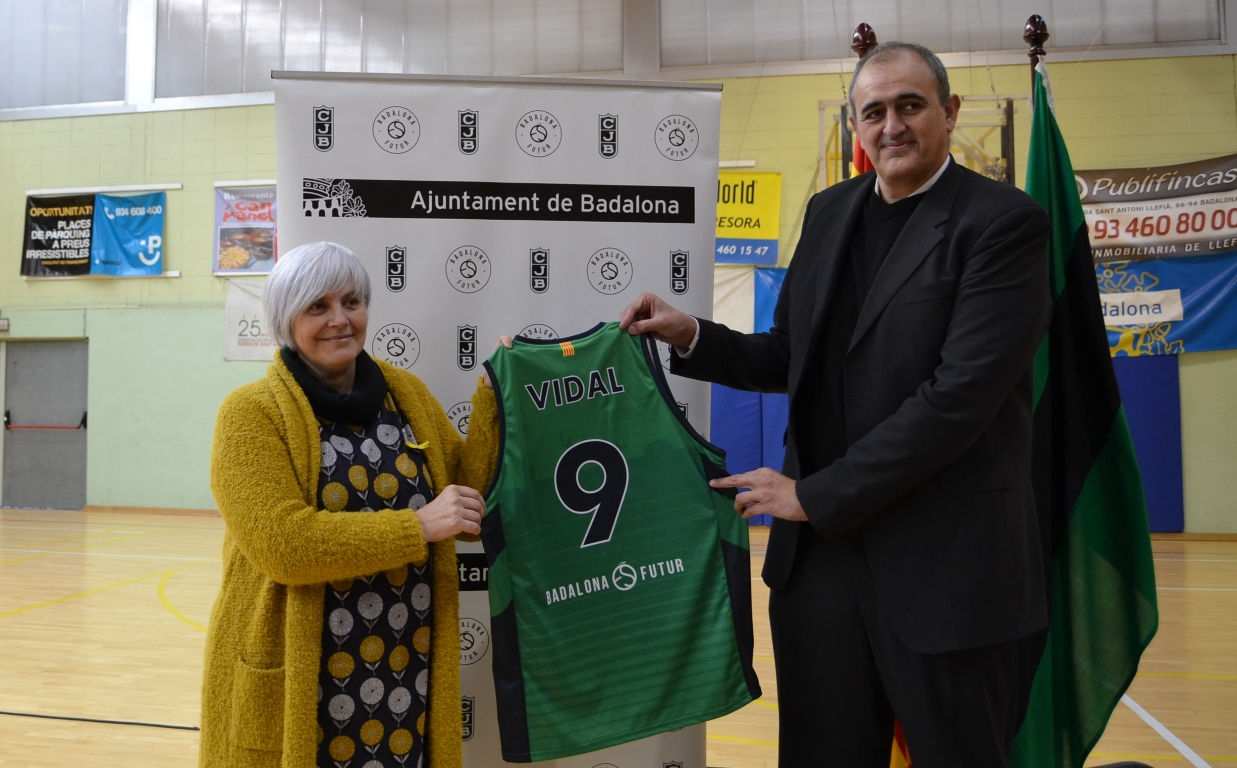
Escenificació de l'acord entre l'Ajuntament de Badalona i la Penya a final de l'any 2017.

Sito Alonso agafava el relleu a la banqueta a Aíto la temporada 2008-09, i a mitjans de la temporada següent seria reemplaçat per Pepu Hernández. Els deutes del club, provocats per la crisi econòmica del 2008, van provocar que el club presentés concurs de creditors l'octubre de 2010. En conseqüència, les aspiracions per aconseguir títols es van reduir i l'equip s'acabà consolidant a la zona mitjana de la classificació. La temporada 2011-12 Pepu era reemplaçat per Salva Maldonado, que va portar estabilitat esportiva al club. L'any 2012 el club va sortir del concurs de creditors. La temporada 2014-15 l'equip es classifica pels playoffs per primer cop des de l'any 2009, amb un equip liderat per jugadors formats al planter del club com Nacho Llovet o Albert Ventura, i també torna a disputar la Copa.
La temporada 2016-17 comença amb un nou entrenador a la banqueta, Diego Ocampo, i l'acabarà també amb un nou president: Juanan Morales. El 25 d'abril de 2017 Morales va ser nomenat president del club en una junta general d'accionistes. Aquest mateix any el club signa un contracte amb l'Ajuntament de la ciutat en forma d'aliança, que posa en valor el que representa el club per la ciutat i la projecció en positiu de la mateixa. L'aliança “Badalona ÉS futur” constava d'un seguit d'accions encaminades a la promoció social en valors del bàsquet base a la ciutat. Aquest contracte havia de permetre solucionar el deute històric de la Penya i en termes nets representaria uns 800.000 euros anuals per al Club. L'acord incloia la venda dels terrenys que posseïa el club a la zona esportiva de Mas Ram per 2,3 milions d'euros, i la cancel·lació del deute que mantenia pel costós manteniment del pavelló olímpic.
Poc temps després, el govern municipal va reduir la taxació de la parcel·la del Mas Ram a uns dos milions d'euros i els interventors de l'ajuntament van decidir anul·lar tots els compromisos adquirits, deixant sense abonar cap dels pagaments acordats amb el club. Després de l'incompliment dels pagaments per part de l'Ajuntament, el club es trobava a un pas de la seva desaparició. L'Ajuntament de Badalona va desbloquejar la situació, però va sol·licitar un aval que no podia ser patrimonial ni d'actius, sinó amb actius líquids i pel 120% de la quantitat. Un grup de socis de la Penya es va mobilitzar per aconseguir que fosin els mateixos socis els que poguessin avalar l'entitat, sota el lema "Jo avalo", proposant que uns 400 socis avalessin 1.500 euros cadascun. Paral·lelament a la mala situació econòmica, l'equip tocava fons ocupant les places de descens directe a poques jornades de l'acabament de la temporada 2017-18. Un canvi a la banqueta, Carles Duran per Ocampo, i les incorporacions de Nico Laprovittola i Demitrius Conger, van aconseguir el miracle de la salvació.
En el mes d'agost de 2018 es va anunciar que Scranton Enterprises, vehicle inversor dels fundadors de la farmacèutica Grifols publica una ampliació de capital de gairebé 3,7 milions d'euros, fet que devia assegurar definitivament la viabilitat del club a la lliga ACB. El Consell d'Administració va proposar en una junta d'accionistes celebrada en el mes de setembre l'ampliació de capital, la qual va ser aprovada per unanimitat. Aquesta operació va permetre multiplicar el capital del club, passant d'1,2 milions d'euros a 4,8. El nou grup inversor passava doncs a controlar el club per davant de Baspenya, que fins a la data en controlava el 23%, i que es va mostrar completament d'acord amb l'operació. L'entrada d'aquest grup inversor va servir per estabilitzar la malaurada situació econòmica, pretenent també aconseguir que el joves jugadors que sortien del planter es poguessin quedar més anys al club. També hauria de permetre anar liquidant el deute no estructurat i fer algunes millores al Palau Olímpic. Esportivament l'equip també millora, i en acabar la primera volta de la competició de lliga es classifica per disputar la Copa del Rei, quatre anys després de la darrera classificació.